# Château de Combrelles
Le château de Combrelles est un château médiéval, aujourd'hui en ruines, situé sur la commune de Laveissière dans le Cantal.

## Situation
Le château de Combrelles est situé en Valagnon, en Haute-Auvergne. Plus précisément, il se trouve au lieu-dit éponyme sur les hauteurs de Chambeuil. Il est implanté sur une butte dominant au nord la vallée de l'Alagnon et au sud un replat constitué à la suite d'un effondrement du versant de la vallée il y a des milliers d'années.
On y accède depuis la route entre Chambeuil et la Bastide.

## Description
Le château est actuellement en ruines, il ne subsiste que quelques murs. Mais une description du château rédigée par un ancien chapelain nous est parvenue.

« Il y avait trois enceintes.
La première de 12 à 15 mètres d’élévation, munis de meurtrières et de mâchicoulis. Les logements de ses défenseurs étaient voutés et les mettaient à couvert de tous les engins connus à cette époque. On pénétrait dans cette enceinte par une porte flanquée de deux tours, d’un pont levis, d’une herse que l’on relevait intérieurement à l’aide d’un cabestan et d’une seconde porte recouverte de fortes lames de fer. Ce rempart s’élevait jusqu’au niveau d’une terrasse destinée aux exercices de la garnison et aux promenades des habitants du manoir. La deuxième enceinte avait été bâtie à peu près dans les mêmes conditions que la première ; mais les salles voûtées de l’intérieur étaient plus convenablement disposées et servaient à loger des gens d’une classe supérieur. L’entrée en était également défendue par deux tours. Au centre de cette deuxième enceinte s’élevait le donjon, grosse tour carrée flanquée de quatre tourelles. Nous nous abstiendrons de détaillés son intérieur. Disons seulement que les souterrains renfermaient les cachots les oubliettes et qu’on y pénétrait par l’esplanade entre la deuxième enceinte et le donjon. La tradition rapporte encore qu’il existait des chemins secrets partant du château et allant aboutir dans les vallées voisines. Parmi les tours de la deuxième enceinte, l’une était occupée au rez-de-chaussée par la Chapelle ; au première étage, par la salle de la Justice ; au second, se trouvait enfin la prison destinée aux femmes dont les fautes étaient légères. Le seigneur de Combrelles était haut justicier. On l’apprenait de loin, car la tour d’Orient où ses justiciables étaient détenus, s’élevait au-dessus des autres constructions. Elle dominait par une plateforme sur laquelle étaient dressées plusieurs potences, de sorte que les suppliciés pouvait être vus de tous les horizons et servir d’épouvantail aux vassaux de la seigneurie. »

## Historique

### Les origines
À l'origine, le château est propriété de la maison des Jurquet. Cette famille prétend descendre des comtes de Toulouse et notamment de Raymond Ier de Toulouse-Rouergue, cependant Marcellin Boudet les fait plutôt descendre des comptours de Nonette. Quoi qu'il en soit, cette famille vient à être à la tête de la seigneurie d'Oradour puis une branche cadette de la famille s'établit à Combrelles,,,.
La seigneurie comprend alors le château au dit-lieu de Combrelles et s'étend sur tout le Valagnon, de la forêt du Lioran à la Maladrerie de Saint-Gal à Murat, comme l'atteste Astorg de Jurquet (également seigneur du Chambon et coseigneur de Chambeuil) lorsqu'il rend hommage en 1268 de ses terres à Henri II de Rodez, vicomte de Carlat. Le fils d'Astorg, Hugues, lui succède mais meurt sans héritier direct en 1307 et lègue la seigneurie à son neveu Jean (fils d'Armand). Ce dernier est qualifié d'homme de grand mérite puisqu'il est fréquemment consulté par le commissaire du roi Guillaume de Nemours.

### L'apogée et la charte de communauté
La seigneurie connait son apogée sous Bégon de Combrelles qui octroie une charte de communauté aux habitants en 1366. Cette charte imite quelque peu celles des vicomtes de Murat (octroyée en 1263 par Pierre IV à Murat et en 1292 par Guillaume à Albepierre) et montre que cette région de Haute-Auvergne est en avance sur son temps en termes de libertés. Cependant, ces chartes ne créent rien mais légalisent des pratiques en vigueur.

#### Les devoirs envers le seigneur
Elle établit d'abord les devoirs envers le seigneur. Premièrement, les pagès doivent payer un cens annuel mi-partie en nature et mi-partie en numéraire. La charte encadre ses devoirs fonciers qui peuvent fortement fluctuer en fonction des dépenses du seigneur. Ainsi, les vassaux doivent apporter au château : à la saint-André (30 novembre) la moitié de l'argent, la cire et les poules ; à Pâques le reste de l'argent ; à la saint-Michel (29 septembre) le grain (seigle et avoine). Deuxièmement, les habitants doivent s'acquitter de la taille. Celle-ci est particulièrement dure puisqu'il s'agit d'une taille à 6 cas (ailleurs c'est une taille à 4 cas) qui double la somme versée au seigneur : si le seigneur est armé chevalier ; s'il se marie ou met en religion sa fille ou sa sœur ou son frère ; s'il part en Terre sainte pour visiter le Saint-Sépulcre ; s'il est fait prisonnier et qu'il faut payer une rançon ; s'il achète une terre pour étendre sa seigneurie. Troisièmement, les habitants doivent effectuer des corvées qui sont de même plus rudes qu'ailleurs : une journée pour faner les prairies du seigneur ; un faucheur (ou un faneur supplémentaire) ; trois bohades (voyages de char attelé par des bœufs) dont une en mars, une en août et une fois pour rentrer le foin). Quatrièmement, la charte prévoit les devoirs militaires qui se singularisent à Combrelles par l'absence de service militaire, compensé par une taxe s'élevant à la moitié du cens annuel, et la réparation du donjon et des portes par les habitants. Le cens, la taille et la taxe militaire sont donc très lourds en Valagnon mais ceci s'explique par l’absence d'impôts indirects, elle-même expliquée par l'absence de marchés et de boutique (les habitants sont tous paysans et s'approvisionnent à Murat), qui doit être compensée par des impôts directs plus lourds.

#### Les droits pour les Valagnons
En échange de ces devoirs, le seigneur s'engage à donner davantage de droits aux Valagnons. Bégon les dotent de droit civil et leur permet de transmettre la pagésie (sauf pour les biens de mainmorte détenus par des ecclésiastiques). La charte aborde également le droit pénal et précise les peines encourues : 30 sous tournois pour celui qui a tiré couteau contre quelqu'un sans l'en frapper (il est livré à la justice du seigneur s'il y a effusion de sang), 3 sous et 6 deniers pour l'auteur d'un coup de poing (7 sous 6 deniers quand la contusion est sanglante) ; 18 deniers pour le vol de nourriture ou de clôtures (3 sous 6 deniers si le vol a lieu la nuit) ; 30 sous pour celui qui use d'une fausse mesure de capacité ; 30 sous pour un couple surpris d'adultère (fouettés publiquement si le seigneur le désire. Chaque défaillance est condamnée à 18 deniers par jour. Les droits politiques ne sont pas en reste puisque Bégon légalise les assemblées pour élire les représentants traitant avec le seigneur (toutefois ces représentants ont des aspirations restreintes), pour élire les procureurs chargés de répartir et de lever la taille (possibilité de requérir le concours des sergents du seigneur s'il y a réticence) et pour ester en justice au nom de la communauté. Enfin, sont régis les usages agricoles : liberté de prendre tout bois nécessaires (hormis le sapin, l'ormeau et le frêne, c'est-à-dire les bois nobles) dans la forêt (hormis le bois de Las Parras réservé au seigneur), liberté de dépaissance sur les terres labourables, droit d'usage des prés du seigneur (concessions temporaires de portions restreintes pour les étrangers), libre usage des carrières.

#### Légende du baron de Combrelles
Si cette charte souligne des privilèges et des droits en avance pour l'époque, elle ne contente pas les Valagnons qui souhaitent la liberté de dépaissance dans la forêt et la liberté de prendre toute espèce de bois, ce qui va d'ailleurs les amener à contester cette charte en 1500.
Il est possible que cette charte impopulaire est fait naître une légende noire à propos de Bégon de Combrelles. Selon cette légende populaire, Bégon de Combrelles semait la terreur dans le pays en enlevant des jeunes filles qu'il violait puis égorgeait. Parmi ces jeunes filles kidnappées, une certaine Marguerite, bergère à Chalinargues, arriva à s'échapper en enfermant Bégon et sa duègne dans une chambre du château. Après plusieurs jours d'enfermement, pendant lesquels le baron, pris de colère, tua sa duègne, ses servants vinrent au secours de leur maître. Il commença à se repentir mais retomba dans ses péchés en enlevant la fille du baron de Dienne lors d'une chasse au Lioran. Heureusement, un groupe d'hommes vinrent à son secours et poussèrent Bégon à l'exil. Il alla se repentir en terre de Palestine et devint un saint homme.

### Décadence

#### Guerre de Cent Ans
Ce conflit entre le royaume d'Angleterre et le royaume de France a de lourds impacts sur le Valagnon. En effet, la région est largement piétinée et pillée par les Anglais, cependant le château de Combrelles est épargné. Mais à la guerre étrangère s'ajoutent les conflits internes. Après 50 ans de lutte contre les Murat pour l'hégémonie sur la cité murataise, les Cardaillac, devenus vicomtes de Murat, entament une lutte contre les vicomtes de Carlat, leurs suzerains. En effet, Renaud II de Murat refuse de rendre hommage à Bernard VII d'Armagnac, chef du parti des Armagnac soutenant les Orléans et les intérêts français face à la maison de Bourgogne alliée aux Anglais, devenu vicomte de Carlat en épousant Bonne de Berry. Renaud n'hésite pas à attaquer Bernard, un des hommes les plus puissants du royaume de France, et pille la région de Carlat en janvier 1414. Bernard réplique aussitôt et envoie son fils Jean IV, à la tête d'une armée de 6000 hommes, qui assiège le château de Murat et oblige Renaud à se rendre. Fait prisonnier pendant 18 mois au château de Carlat, Renaud arrive à s'échapper et se réfugie auprès du duc de Bourgogne Jean Ier. Pour se venger, Renaud ravage toute la vicomté de Carlat y compris la vicomté de Murat, il enlève 10 000 têtes de bétail dans le Carladès, brûle le château de Brezons et les nombreuses personnes qui s'y sont réfugiées, ravage les domaines des seigneurs d'Estaing, de Dienne et de Combrelles.

#### Les guerres de Religion
À l'issue de la guerre de Cent Ans, la seigneurie de Combrelles et le Valagnon sont ravagés, peinent à se reconstruire et voient arriver un nouveau conflit, cette fois religieux, entre catholiques et huguenots. La catholique et peu fortifiée Haute-Auvergne constitue une proie facile pour les protestants. Ceux-ci entrent dans la région de Murat à la fin du XVIe siècle, brûlent le couvent des Cordeliers de Saint-Gal et ses malades à la sortie de Murat et s'emparent du château de Combrelles le 28 octobre 1579. C'est à la fin de l'hiver, le 10 avril 1580, que le seigneur d'Anterroches, dont le château est sur l'autre versant de la vallée, aidé des gens du pays, reprend Combrelles et chasse les huguenots.

#### Fin de la seigneurie
Louis, seigneur de Combrelles et de Châteauneuf, dont le fils Antoine est mort sans enfant, lègue la seigneurie à ses deux filles qui elles-mêmes donnèrent leurs biens à la famille d'Anterroches lesquels portent encore aujourd'hui le titre de seigneur de Combrelles.